# Bernhard Dressler
Bernhard Dressler (* 16. März 1947 in Peine; † 18. April 2023) war ein deutscher Praktischer Theologe und Religionspädagoge.

## Leben
Dressler studierte Evangelische Theologie und Politikwissenschaft an der Georg-August-Universität Göttingen und der Johann Wolfgang Goethe-Universität Frankfurt am Main. Zu Beginn seines Studiums im Wintersemester 1966/67 wurde er Mitglied des Sozialistischen Deutschen Studentenbundes (SDS). Im Sommer 1968 wurde er für ein Jahr AStA-Vorsitzender an der Universität Göttingen. Von 1979 bis 1991 war er Lehrer an der Integrierten Gesamtschule Hannover-Linden. 1989 wurde er an der Gottfried Wilhelm Leibniz Universität Hannover mit der Dissertation Zur „Sinisierung des Marxismus“. Eine Untersuchung programmatischer Theorien über die Bauernrevolution in China zum Dr. phil. promoviert. Von 1991 bis 1995 war er Dozent und von 1995 bis 2003 Rektor am Religionspädagogischen Institut Loccum der Evangelisch-lutherischen Landeskirche Hannovers. 2003 wurde er Professor für Praktische Theologie/Religionspädagogik an der Philipps-Universität Marburg. Seit 2013 war er im Ruhestand. Er war verheiratet und hatte eine Tochter.

## Schriften (Auswahl)
- Zur „Sinisierung des Marxismus“. Eine Untersuchung programmatischer Theorien über die Bauernrevolution in China (= Sozial- und wirtschaftswissenschaftliche Studien zu Ostasien. Band 2). Edition Global, Frankfurt am Main 1990, ISBN 3-922667-32-5.
- mit Andreas Feige, Wolfgang Lukatis und Albrecht Schöll: „Religion“ bei ReligionslehrerInnen. Religionspädagogische Zielvorstellungen und religiöses Selbstverständnis im empirisch-soziologischen Zugängen. LIT, Münster 2000, ISBN 3-8258-5006-4.
- als Hrsg. mit Andreas Feige und Werner Tzscheetzsch: Religionslehrerin oder Religionslehrer werden. Zwölf Analysen berufsbiografischer Selbstwahrnehmungen. Schwabenverlag, Ostfildern 2006, ISBN 978-3-7966-1246-6.
- Unterscheidungen. Religion und Bildung. EVA, Leipzig 2006, ISBN 978-3-374-02416-2.
- Blickwechsel. Religionspädagogische Einwürfe. EVA, Leipzig 2007, ISBN 978-3-374-02605-0.
- mit Thomas Klie und Martina Kumlehn: Unterrichtsdramaturgien. Fallstudien zur Performanz religiöser Bildung. Kohlhammer Verlag, Stuttgart 2012, ISBN 978-3-17-023127-6.
- mit Andreas Feige, Dietlind Fischer, Dietrich Korsch und Albrecht Schöll: Innenansichten. Zum professionellen Umgang mit Religion im Pfarramt. EVA, Leipzig 2017, ISBN 978-3-374-05117-5.
- Religionsunterricht. Bildungstheoretische Grundlegungen. EVA, Leipzig 2018, ISBN 978-3-374-05594-4.
- Religion verstehen. Beiträge zur Religionshermeneutik und zu religiöser Bildung. Kohlhammer Verlag, Stuttgart 2020, ISBN 978-3-17-038162-9.
- Performanz und Kompetenz. Überlegungen zu einer Didaktik des Perspektivenwechsels. In: ZPT. 1/2008, S. 74–88.
- Religionspädagogik zwischen Bildungstheorie und Kompetenzdidaktik. In: ThLZ. 5/2010, S. 511–526.
- Inkonsistenz und Authentizität. Ein neues religiöses Bildungsdilemma? Bildungstheoretische Überlegungen zu Armin Nassehis religionssoziologischen Beobachtungen. In: ZPT. 2/2012, S. 121–135.
- Fachdidaktik und die Lesbarkeit der Welt. Ein Vorschlag für ein bildungstheoretisches Rahmenkonzept der Fachdidaktiken. In: Katharina Müller-Roselius, Uwe Hericks (Hrsg.): Bildung – Empirischer Zugang und theoretischer Widerstreit. Opladen/Berlin/Toronto 2013, S. 183–202.
- Die Herausforderungen der Religionslehrerbildung und das Selbstverständnis der wissenschaftlichen Theologie. In: Thomas Heller, Michael Wermke (Hrsg.): Universitäre Religionslehrerbildung zwischen Berufsfeld- und Wissenschaftsbezug. Leipzig 2013, S. 45–55.
- Die Welt naturwissenschaftlich „lesen“ können. Ein Impuls für eine bildungstheoretisch orientierte und „gendergerechte“ Naturwissenschaftsdidaktik. In: Ingrid Rieken, Lothar Beck (Hrsg.): Gender – Schule – Diversität. Genderkompetenz in der Lehre in Schule und Hochschule. Marburg 2014, S. 147–160.
- Religions-Pädagogik. Bestandsaufnahme und Perspektiven einer theologischen Disziplin. In: ThLZ. 11/2014, S. 1257–1274.